# تروي إيفانز (لاعب كرة قدم أمريكية)
تروي إيفانز (بالإنجليزية: Troy Evans)‏ هو لاعب كرة قدم أمريكية أمريكي، ولد في 3 ديسمبر 1977.

## وصلات خارجية
- تروي إيفانز على موقع مرجع كرة القدم المحترفة.كوم (الإنجليزية)